# Go-Jo

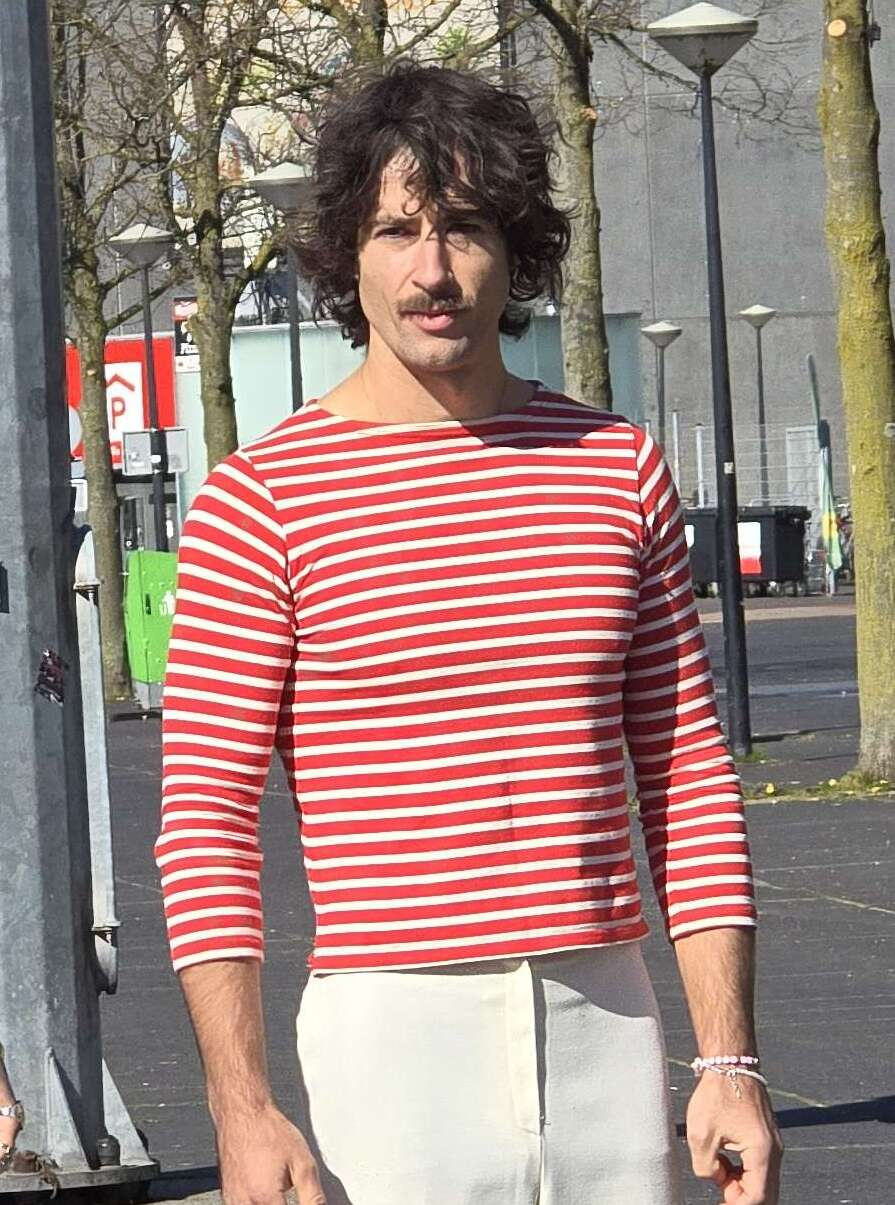
Go-Jo, 2025

Marty Zambotto (* 25. November 1995 in Manjimup, Western Australia), bekannt als Go-Jo, ist ein französisch-australischer Sänger und Songwriter. Er vertrat Australien beim Eurovision Song Contest 2025 in Basel mit seinem Lied Milkshake Man.

## Leben und Karriere
Zambotto wurde in Manjimup in Western Australia geboren und wuchs dort auf einem selbstversorgenden Grundstück in einem selbst errichteten Haus ohne fließendes Wasser und ohne Anschluss an ein Stromnetz auf. Sein Vater ist Franzose, weshalb er eine doppelte Staatsbürgerschaft hat. Mit 13 Jahren bekam er von seiner Mutter eine Gitarre geschenkt und begann später, Lieder zu schreiben und zu produzieren, zunächst für andere Künstler. Um seine Solokarriere besser zu verfolgen, zog er schließlich nach Sydney.
Seinen Durchbruch schaffte Zambotto 2020 mit einem Cover von Iris von den Goo Goo Dolls. Auch sein eigenes Lied Mrs. Hollywood ging 2023 viral und machte ihn bekannt.
Am 25. Februar 2025 wurde bekanntgegeben, dass Go-Jo Australien beim Eurovision Song Contest 2025 in Basel vertreten soll. Dort trat er mit seinem Lied Milkshake Man im zweiten Halbfinale am 15. Mai an, konnte sich jedoch nicht für das große Finale qualifizieren.

## Diskografie

### Singles
- 2023: Mrs. Hollywood
- 2025: Milkshake Man